# Flipmode Records
Flipmode Records es un sello fundado por el artista de Universal Motown Busta Rhymes. El roster incluye artistas como Spliff Star, Reek da Villian y Show Money. Es un subsidiario de Universal Motown.

## Discografía
- Busta Rhymes - The Coming (1996)
- Rampage - Scouts Honor... by Way of Blood (1997)
- Busta Rhymes - When Disaster Strikes... (1997)
- Flipmode Squad - The Imperial (1998)
- Busta Rhymes - E.L.E. (Extinction Level Event): The Final World Front (1998)
- Rah Digga - Dirty Harriet (2000)
- Busta Rhymes - Anarchy (2000)
- Busta Rhymes - The Genesis (2001)
- Busta Rhymes - It Ain't Safe No More (2002)
- Rampage - Have You Seen? (2006)
- Busta Rhymes - The Big Bang (2006)
- Spliff Star - Contraband (2006)
- Spliff Star - One Shot Willy (2008)
- Busta Rhymes - B.O.M.B. (2009)
- Chauncey Black - Church Boy? (2009)
- Flipmode Squad - Rulership Movement (2009)

- Datos: Q538603